# یواس‌اس گلنان (دی‌دی-۸۴۰)
یواس‌اس گلنان (دی‌دی-۸۴۰) (به انگلیسی: USS Glennon (DD-840)) یک کشتی بود که طول آن ۳۹۰ فوت ۶ اینچ (۱۱۹٫۰۲ متر) بود. این کشتی در سال ۱۹۴۵ ساخته شد.